# Енріке Хоррін

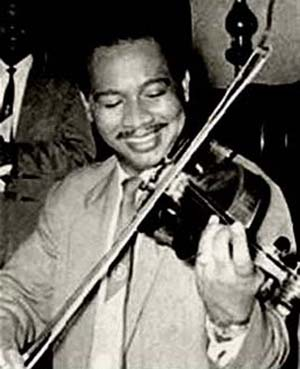
Енріке Хоррін у 1950 р.

Енріке Хоррін (англ. Enrique Jorrín) (25 грудня 1926, м. Канделарія, Pinar del Río — 12 грудня 1987, м. Гавана, Куба) — кубинський композитор і скрипаль. Відомий, зокрема тим, що в 1953 році запропонував ритм Ча-ча-ча.

## З біографії
У ранньому віці його сім'я переїхала до району Ель-Серро в Гавані. У віці 12 років він почав проявляти особливий інтерес до музики і вирішив навчитися скрипці. Потім він навчався в Муніципальній консерваторії Гавани.
Він розпочав свою діяльність як скрипаль в оркестрі Національного музичного інституту Куби під керівництвом Гонсалеса Мантічі. У 1941 році зацікавився популярною музикою. Далі він приєднався до «Чарранги» відомого колективу традиційної кубинської танцювальної музики Антоніо Арканьо та Сас Маравілла.
На початку 1950-х років, будучи членом оркестра Амеріка Нінона Мондєджара, він створив новий жанр танцювальної музики, що отримала назву ча-ча-ча.
Він жив в Мексиці з 1954 по 1958 рік після екскурсії по Америці. У 1964 році він зі своїм оркестром — Orquesta de Enrique Jorrín відвідав Африку та Європу.
У 1974 році він організував нову «Чаррангу», до складу якої входили співачка Тіто Гомес та піаніст Рубен Гонсалес. Цей оркестр продовжує діяти в Гавані і включає в себе багато пісень Хорріна у своєму активному репертуарі.